# Kaltenbachiella ulmifusa
Kaltenbachiella ulmifusa är en insektsart. Kaltenbachiella ulmifusa ingår i släktet Kaltenbachiella och familjen långrörsbladlöss. Inga underarter finns listade i Catalogue of Life.